# Pathologie humaine
La pathologie humaine est l'étude des maladies humaines. Elle fait partie de la pathologie, qui joint l'étude des maladies humaines et des maladies animales, qu'étudie la médecine vétérinaire.